# Тодор и Десьо Голомяхови
Десьо Голомяхов е скромен, неук балканджия, безпартиен, родом от град Копривщица.
По рождение Десьо Голомяхов носи в себе си духа на Априлци и като следствие от това питае и любов към Русия. След нахлуването на немската армия в СССР поради възрастта си не намира сили да излезе в гората като партизанин в появилите се чети в Средногорието.
Като не може да води въоръжена съпротива, Десьо Голомяхов решава да се заеме с антивоенна и антинацистка агитация в подкрепа на СССР. Така обществените сгради в Копривщица започват да осъмват, изпъстрени с лозунги против войната и Адолф Хитлер. Всяка нощ той пише с вар или с въглен. След като полицаи или местни привърженици на фашизма ги изтриват постоянно, Десьо започва да рисува с катран.
За тази му дейност, след залавянето е интерниран в концентрационен лагер. След завръщането от тъмницата една нощ Десьо Голомяхов е измъкнат от дома му и е разстрелян в края на града на левия бряг на река Тополка, където по-късно е поставен паметник от гранитна морена.
Тодор Голомяхов е селянин, роден в град Копривщица. Безпартиен е и е чужд на политическите пристрастия.
Роден в годините преди Априлското въстание от 1876 г. и помнещ тежката и поругана съдба на копривщенци, Тодор Голомяхов милее за Отечеството си. По тези причини търси и общува с позитивно настроени, нему подобни граждани и прави изказвания против местните дерибеи, полицията и политиката на Борис III.
В годините, последвали Деветоюнския преврат,  Септемврийското въстание,  Атентата в църквата „Света Неделя“ и държавния терор, свързан с тях, в Копривщица се провежда полицейска кампания за сплашване на населението. Една вечер през 1925 г. след клепалото, известяващо началото на полицейския час, Тодор Голомяхов на път за дома си е застигнат от полицейски патрул. На произнесената от далече заповед да спре за проверка пооглушалият вече старец не я чува и затова е разстрелян.